# Kanton Fougères-Nord
Der Kanton Fougères-Nord (bretonisch Kanton Felger-Norzh) ist ein ehemaliger, von 1790 bis 2015 bestehender französischer Wahlkreis im Arrondissement Fougères-Vitré, im Département Ille-et-Vilaine und in der Region Bretagne; sein Hauptort war Fougères.

## Geschichte
Der Kanton entstand am 15. Februar 1790. Von 1801 bis 2015 gehörten neun Gemeinden ganz und ein Teil der Stadt Fougères zum Kanton Fougères-Nord. Ab 1801 trug der Kanton den Namen Fougères 2, ehe er in Kanton Fougères-Nord umbenannt wurde. Mit der Neuordnung der Kantone in Frankreich wurde der Kanton 2015 aufgelöst und die Gemeinden wechselten zu anderen Kantonen.

## Lage
Der Kanton lag im Nordosten des Départements Ille-et-Vilaine an der Grenze zur Normandie.

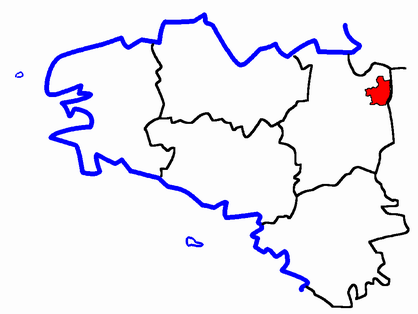
Lage des Kantons Fougères-Nord innerhalb der Bretagne

## Gemeinden
| Gemeinde             | Bretonisch         | Einwohner (2022)                      | Fläche (km²) | Code postal | Code Insee |
| -------------------- | ------------------ | ------------------------------------- | ------------ | ----------- | ---------- |
| Beaucé               | Belzeg             | 1.289                                 | 8.17         | 35133       | 35021      |
| Fleurigné            | Flurinieg          | Ungültiger Metadaten-Schlüssel 35.112 | 18.17        | 35133       | 35112      |
| Fougères (teilweise) | Felger             | 20.602                                | ?            | 35300       | 35115      |
| La Chapelle-Janson   | Chapel-Yent        | 2.430                                 | 26.96        | 35133       | 35062      |
| La Selle-en-Luitré   | Kell-Loezherieg    | 618                                   | 7.32         | 35133       | 35324      |
| Laignelet            | Kernoanig          | 1.217                                 | 14.83        | 35133       | 35138      |
| Landéan              | Landean            | 1.225                                 | 27.31        | 35133       | 35142      |
| Le Loroux            | Lavreer-an-Dezerzh | 618                                   | 11.56        | 35133       | 35157      |
| Luitré               | Loezherieg         | 1.844                                 | 29.15        | 35133       | 35163      |
| Parigné              | Parinieg           | 1.301                                 | 20.72        | 35133       | 35215      |
| Kanton               | Felger-Norzh       | 22.494                                | 164.19       | -           | 3512       |

Die Fläche ist ohne den unbekannten Anteil an der Stadt Fougères angegeben.